# Le più belle di... Mia Martini
Le più belle di... Mia Martini è una raccolta di Mia Martini, pubblicata nel 2007 dalla Sony BMG.

## Tracce
1. Padre davvero...
2. Lacrime di marzo
3. Credo
4. Piccolo uomo
5. Minuetto
6. Inno
7. Al mondo
8. Donna con te
9. L'amore è il mio orizzonte
10. Che vuoi che sia... se t'ho aspettato tanto
11. Io donna io persona
12. Libera
13. Per amarti
14. Quante volte
15. E non finisce mica il cielo
16. Vedrai vedrai (live)
17. Signora (live)